# Kõmsi
Kõmsi est un village situé dans la commune de Hanila du comté de Lääne en Estonie.
Au 31 décembre 2011, il compte 135 habitants.